# Ooievaarsbek-veenwortelroest
De ooievaarsbek-veenwortelroest (Puccinia polygoni-amphibii) is een roestschimmel die behoort tot de familie Pucciniaceae. Deze biotrofe parasiet komt voor op Geranium, Fallopia, Persicaria en Polygonum.
Op Ooievaarsbek (Geranium) te herkennen aan:
- de afwezigheid van uredinia en telia en de alleen aan de onderzijde van het blad gevormde aecia die niet gepaard gaan met verdikkingen in het blad en de 1 µm (en niet 2 µm) dikke wand van de aeciosporen

op Zwaluwtong (Fallopia convolvulus) te herkennen aan:
- de enige roestoort die uredinia en telia vormt

op Perzikkruid (Persicaria maculosa) te herkennen aan:
- de 2-cellige teliosporen die aan de top sterk verdikt zijn (5-22 µm). Het onderscheid op Perzikkruid op basis van uredinia is lastiger. Voor de uredinia is karakteristiek dat deze weliswaar vooral aan de onderzijde van de bladeren gevormd worden, maar, minder talrijk, ook aan de bovenzijde van de bladeren, terwijl dit laatste bij andere roestsoorten op de aangegeven waardplanten niet voorkomt.

## Verspreiding
In Nederland komt Ooievaarsbek-veenwortelroest vrij zeldzaam voor. 

## Foto's

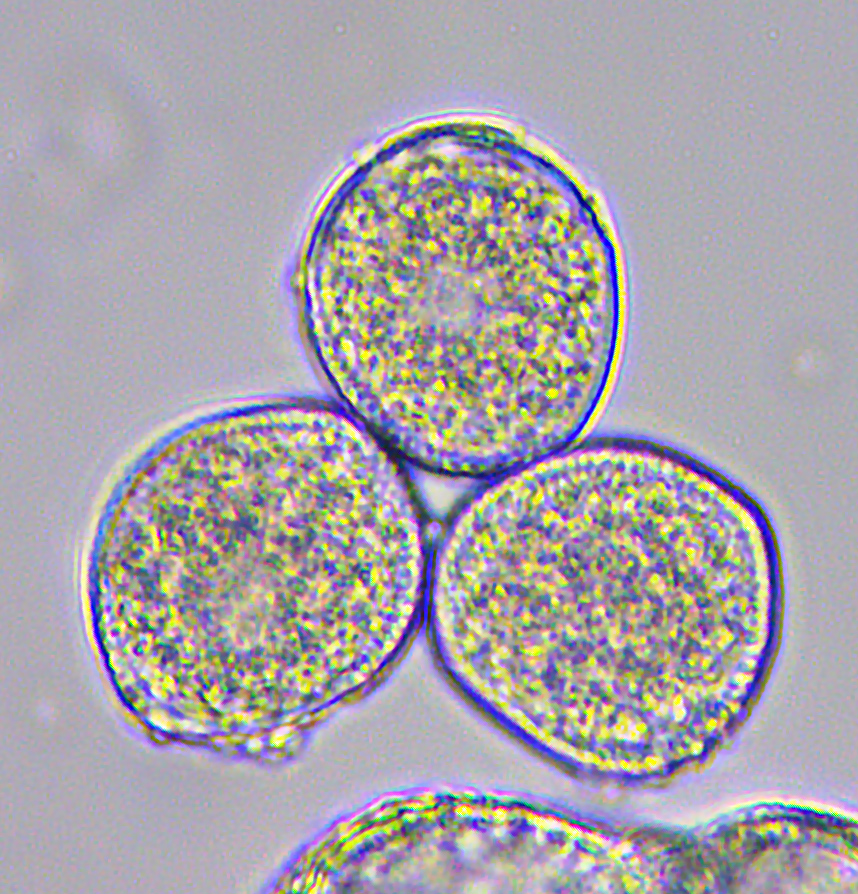
Aeciosporen
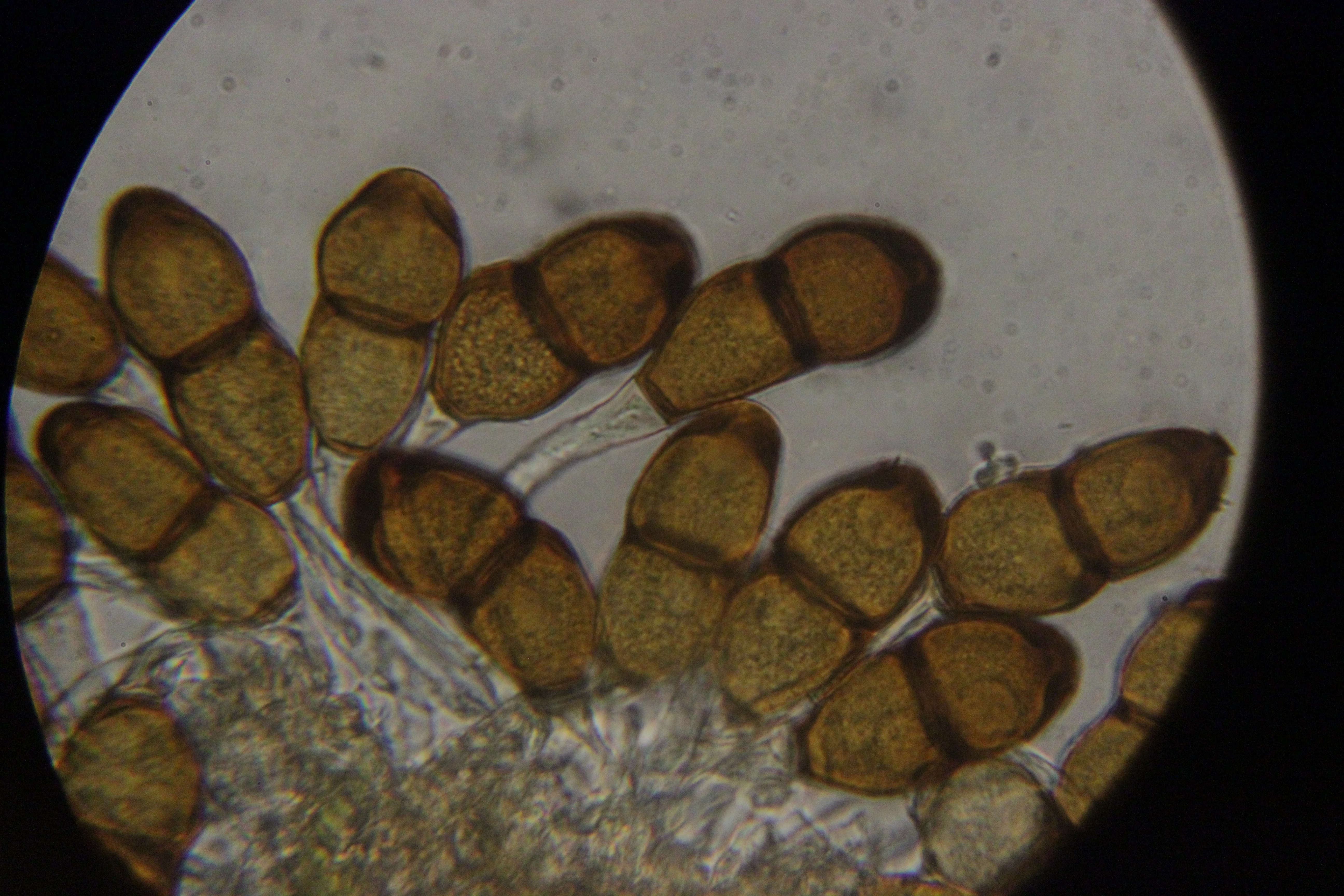
Teliosporen